# Wyndham Worldwide

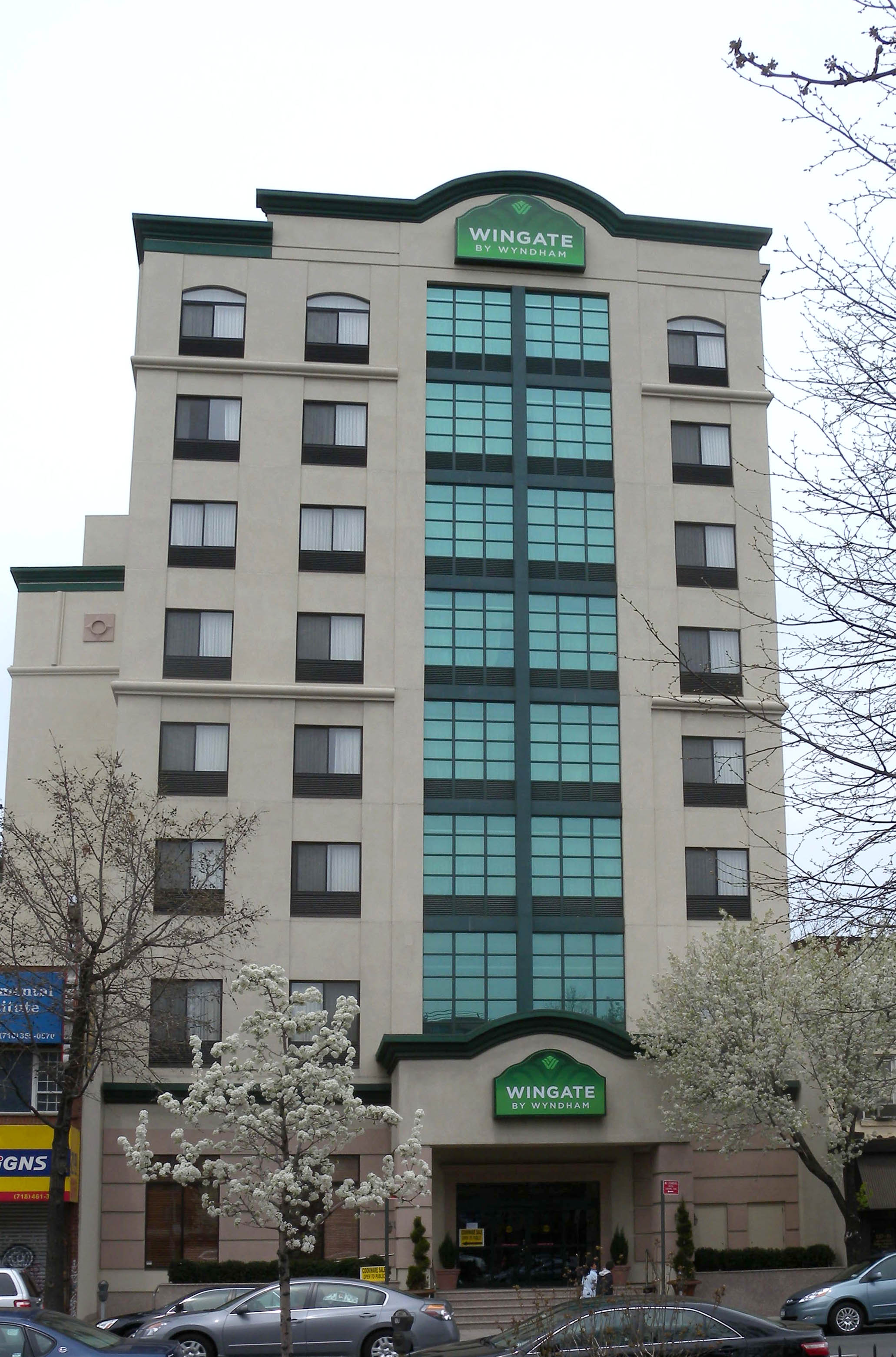
Hotel sieci Windgate w Nowym Jorku, fot. 2008 r.

Wyndham Worldwide Corporation – amerykański holding hotelowy z siedzibą w Parsippany w stanie New Jersey, założony w 1990 roku jako Hospitality Franchise Systems. Do holdingu należy 12 sieci hotelowych, w tym między innymi Super 8 oraz Days Inn. W 2014 roku grupa posiadała w sumie 7 645 hoteli na całym świecie, w tym 5 646 w Stanach Zjednoczonych, 960 w Azji i na Pacyfiku (88% tej liczby stanowiły hotele w Chinach), 505 w Kanadzie, 402 w Europie, na Bliskim Wschodzie i w Afryce oraz 132 hotele w Ameryce Łacińskiej.

## Struktura
W 2014 roku w skład Wyndham Worldwide wchodziły:
| Sieć                     | Liczba hoteli w sumie | Liczba pokojów w sumie |
| ------------------------ | --------------------- | ---------------------- |
| Super 8 Motels           | 2 510                 | 160 847                |
| Days Inn                 | 1 794                 | 145 078                |
| Ramada                   | 837                   | 115 923                |
| Howard Johnson's         | 429                   | 45 919                 |
| Wyndham Hotels & Resorts | 195                   | 43 865                 |
| Travelodge               | 421                   | 30 989                 |
| Baymont Inn & Suites     | 369                   | 29 727                 |
| Knights Inn              | 398                   | 24 832                 |
| Microtel                 | 323                   | 23 138                 |
| Tryp by Wyndham          | 119                   | 16 965                 |
| Wingate By Wyndham       | 153                   | 13 923                 |
| Hawthorn Suites          | 97                    | 9 620                  |